# Plebiscyt Przeglądu Sportowego 1986
52. Plebiscyt Przeglądu Sportowego na najlepszego sportowca Polski zorganizowano w 1986 roku.

## Wyniki
1. Andrzej Malina - zapasy (343 794 pkt.)
2. Marek Łbik i Marek Dopierała - kajakarstwo (334 531)
3. Janusz Darocha - sport lotniczy (226 976)
4. Andrzej Grubba - tenis stołowy (222 793)
5. Bogdan Daras - zapasy (203 751)
6. Adam Kaczmarek - strzelectwo (172 074)
7. Jerzy Kukuczka - alpinizm (152 997)
8. Jacek Gutowski - podnoszenie ciężarów (149 808)
9. Krzysztof Lenartowicz - sport lotniczy (123 716)
10. Maria Gontowicz - judo (95 969)